# ابن وحشیه
أَبُو بَكْرْ أَحْمَدْ بْنْ عَلِي بْنْ قَيْسْ بْنْ اَلْمُخْتَارْ بْنْ عَبْدِ اَلْكَرِيمْ بْنْ حَرَثِيا بْنْ بَدَنِيًّا اِبْنُ بُورَاطِيا اَلْكَزْدَانِي (متوفی ۹۳۰میلادی )  به اختصار ابن وحشیه کلدانی گفته می شود، از ساحران و دانشمندان علوم غریبه نبطی در نیمهٔ دوم قرن دوم هجری بود. مؤلف آثاری در کیمیا و جفر (که در الفهرست ذکر شده‌است). 
وی اولین کسی است که کتاب مفصلی در مورد روشهای زراعت نوشت که بر انقلاب زراعتی اندلس بسیار اثر گذاشت.

## الفلاحه النبطیه
مهمترین اثر او  کتاب الفلاحه النبطیه در ۱۵۰۰ صفحه بود که اثرگذارترین کتاب در انقلاب زراعتی اندلس و اروپا گردید. 

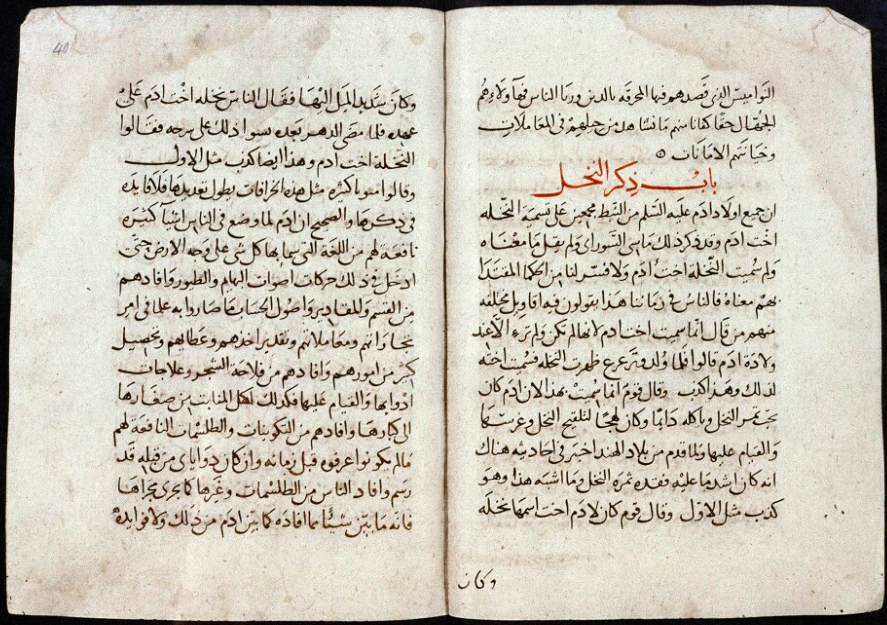
نسخه خطی کتاب الفلاحه النبطیه، اثری از قرن دهم

زکریا ابن العوام در کتاب خود ۵۴۰ بار به این کتاب ارجاع داد ابن بصال و ابن العوام و الطقناری  نویسندگان مهمترین کتابهای قرون میانه در اندلس برای نوشتن کتابهای فلاحت خود بارها از این کتاب استفاده کردند.
نویسنده کتاب ادعا میکند که اطلاعات مربوط به مصر باستان و بابل باستان در مورد کشاورزی را که تا ۲۰ هزار سال قدمت دارد در کتاب خود جای داده است و زمانی دانیل خولسون شرق‌شناس روس نیز بر این باور داشت در صورتیکه بعدها مورخان دلیل آوردند که مسلماً ابن وحشیه نمی‌توانسته متون میخی را بخواند، همچنان‌که اعراب مصری قادر به خواندن هیروگلیفها نبودند و احتمالا منظور او اطلاعات فلاحتی شفاهی بوده است که سینه به سینه بین مردم منطقه تبادل میشده است. 

## آثار
او عالم به علوم کیمیا و طلسمات و سحر بود و آثاری در این موارد از خود به‌جای گذاشته است.
- طردالشیاطین معروف به اسرار
- کتاب شوق المستھام فی معرفة رموز الأقلام(در ارتباط با زبان شناسی و ترجمه ئ الفبای ملل مختلف)
- سحرالکبیر
- کتاب سحرالصغیر
- کتاب دوار بر مذهب نبطیان
- مذاهب الکلدانیین فی الاصنام. کتاب
- الاشارة فی السحر. کتاب
- اسرارالکواکب. کتاب
- الفلاحةالکبیر و الصغیر
- حاطوثی أباعی [ کذا ] الکسدانی فی النوع الثانی من الطلسمات (ابن وحشیه این کتاب را ترجمه کرده‌است)